# Bandar Siantar
Bandar Siantar is een bestuurslaag in het regentschap Simalungun van de provincie Noord-Sumatra, Indonesië. Bandar Siantar telt 2306 inwoners (volkstelling 2010).